# Guy de Lussigny
Guy de Lussigny, né à Cambrai le 30 août 1929 et mort à Paris le 14 juillet 2001, est un peintre du courant « art concret - art construit ».

## Œuvre
Issu d'un milieu de commerçants en tissu de Flandre, Guy de Lussigny commence à peindre dès 1950. D'abord figuratif, il s'inscrit très vite dans la lignée de Mondrian et de Malevitch. Sa rencontre en 1955 avec Gino Severini, l'un des créateurs du mouvement futuriste italien, est décisive. Ce dernier l'encourage à continuer dans la voie qu'il s'est choisie, l'abstraction géométrique. Lussigny privilégie très vite le carré, la ligne droite, et la couleur. En 1956, il fait la connaissance du peintre Auguste Herbin, deuxième rencontre capitale. « Les deux artistes prennent des libertés avec les théories des couleurs, décuplant ainsi les potentiels de leur art » précise Gunilla Lapointe. La galeriste Colette Allendy organise sa première exposition personnelle à Paris en 1959. Il exposera dès lors régulièrement en France, dans toute l'Europe, au Japon…
Guy de Lussigny s'installe dans la capitale en 1967 et participe à de nombreux salons : Grands et jeunes d'aujourd'hui, Réalités nouvelles, Comparaisons… Il travaille aux côtés de Denise René de 1969 à 1975 à Paris et à New-York. En 1974, il fait une troisième rencontre déterminante, celle du peintre italien Antonio Calderara. Ils se lient d'une grande amitié. L'amitié avec les artistes (« mes collègues ») sera essentielle dans sa vie, notamment avec le sculpteur allemand Hans Steinbrenner, le sculpteur italien Francesco Marino Di Teana ou le peintre Antoine de Margerie.
La peinture de Guy de Lussigny, sobre et précise, est d'une grande poésie. Pour lui, le carré est  « la forme la plus stable qu'ait inventé l'esprit humain »  et  la ligne le « concept commode du raisonnement mathématique ». Sur ces éléments, Guy de Lussigny crée un langage plastique sobre et précis, allant vers « une certaine idée de la perfection ». En 1998, l'Académie des beaux-arts de l'Institut de France lui décerne le Prix Dumas-Millier.
Ses œuvres sont présentes dans les collections publiques de nombreux musées : Valenciennes, Montbéliard, Fondation Calderara, FNAC, FRAC Île-de-France, Mâcon, Mondriaanhuis, Musée Tavet-Delacour de Pontoise, Musée Matisse du Cateau-Cambrésis, le LAAC de Dunkerque et surtout au  Musée des beaux-arts de Cambrai  avec 70 œuvres de la donation André Le Bozec, grand collectionneur et mécène.
Passionné d'histoire, pianiste remarquable, Guy de Lussigny était un homme de grande culture.

## Jugements sur l'artiste
« L’artiste, qui a également réalisé des cartons de tapisseries, aura pratiqué une abstraction rigoureuse, laissant « flotter » sur des fonds monochromes des formes géométriques élémentaires, principalement le carré et la ligne. À la recherche de l’équilibre et d’une harmonie tout en nuances, ses œuvres invitent à la méditation » analyse la Galerie Gimpel & Müller qui représente et expose régulièrement Guy de Lussigny à Paris.
« Dans la continuité du néoplasticisme, Guy de Lussigny s’est doté d’une vocation géométrique qu’il a développée avec rigueur et d'une détermination qui n’a jamais faibli. Pour parvenir à une nouvelle réalité plastique, son langage intuitif et empirique s’appuie sur la couleur », écrit l'historienne et critique d'art Lydia Harambourg qui a bien connu l'artiste et publié plusieurs articles dans la Gazette de l'Hôtel Drouot, ainsi que des préfaces et textes pour des catalogues.
« Il règne autour des toiles de Guy de Lussigny un mystère. Comme le témoignage murmuré d’une aventure intérieure, presque d’une expérience mystique. Il lui suffit de décliner la forme géométrique la plus simple – le carré – et de jouer sur les oppositions chromatiques les plus imperceptibles, pour dilater ses œuvres picturales, les hisser au rang d’un véritable univers, où il s’agit moins de cueillir, de chercher ailleurs son bonheur, que de se recueillir, de se trouver soi-même ». Frédéric Vitoux, de l’Académie française, qu'une grande amitié liait à Guy de Lussigny, a écrit ce texte à l'occasion de l'exposition de 2008 à la Galerie Gimpel & Müller de Paris.
Jacques Bouzerand, journaliste et critique d'art, écrit : « Ses tableaux, série de portraits codés et secrets, déclineraient au long des jours et des ans toutes les facettes intimes d’un homme dont la richesse intérieure, l’intelligence, les remous… s’exprimaient librement dans sa peinture. L'art étant la voie de  communication, hermétique et sacrée, dont les admirateurs détiennent les clefs. C’est pour moi ce qui confère à cette œuvre la richesse de sa lecture et au total un prix infini. »

## Expositions personnelles
Sélection des expositions les plus importantes :
- 1959 : Galerie  Colette Allendy ;
- 1974 : Studio Vigevano, Italie ;
- 1975 : Galerie Annick Gendron, Paris ;
- 1977 : Galerie Contini, Rome - Galerie Christiane Colin, Paris ;
- 1979 : La Galerie, Charleroi, Belgique ;
- 1983 : Galerie Art Stable, Amsterdam ;
- 1985, 1993 : Galerie Olivier Nouvellet, Paris ;
- 1986 : Musée Tavet-Delacour de Pontoise ;
- 1994 : Galerie Claude Dorval, Paris ;
- 1995 : Treffpunkt Kunst, Sarrelouis, Allemagne ;
- 1998 et 2000 : Galerie Victor Sfez, Paris ;
- 2000 : Musée des Ursulines, Mâcon ;
- 2001 : Musée de Cambrai ;
- 2003 et 2008 : Galerie Gudrun Spielvogel, Munich ;
- 2007 : Galerie Gimpel & Müller, Paris ;
- 2009 : Chapelle du Théâtre de Cambrai ;
- 2010 : Musée de Cambrai - Médiathèque classée de Cambrai (Maison Falleur)- Galerie Gimpel & Müller ;
- 2011 : Galerie Gimpel & Müller, Paris - Galerie Gimpel fils, Londres.

## Expositions de groupe
Sélection : 
- 2008 : Galerie Gimpel & Müller, Paris
- 2009 :  Gimpel fils (Londres)

## Collections publiques
- Amis du Centre Pompidou,
- FNAC, Fonds national d'art contemporain
- FRAC Île-de-France,
- Fondation Freundlich,
- Lieu d'Art et d'Action Contemporaine de Dunkerque,
- Mobilier national,
- Mondriaanhuis (Hollande),
- Musée de Cambrai,
- Musée Matisse du Cateau-Cambrésis,
- Musée Chelmskie (Pologne),
- Musée des Ursulines de Mâcon,
- Musée de Pontoise
- Musée Satoru Sato (Japon),
- Musée du Touquet-Paris-Plage - Édouard Champion,
- Musée des beaux-arts de Valenciennes,
- Musée de Waldenbuch (Allemagne).